# Post Society
All Souled Out – minialbum kanadyjskiej grupy muzycznej Voivod.

## Lista utworów
1. "Post Society" - 6:17
2. "Forever Mountain" - 5:12
3. "Fall" - 6:42
4. "We Are Connected" - 7:26
5. "Silver Machine" (Hawkwind cover) - 4:48

## Twórcy
- Denis Bélanger  - śpiew
- Daniel Mongrain - gitara
- Dominique Laroche - gitara basowa
- Michel Langevin - perkusja
- Francis Perron - miksowanie
- Pierre Rémillard - mastering